# Trimethylolethan
Trimethylolethan ist ein dreiwertiger Polyalkohol (Polyol) mit Neopentylstruktur, bei dem drei Hydroxymethylgruppen und eine Methylgruppe an einem quartären Kohlenstoffatom positioniert sind. Wie andere kugelförmige Moleküle, wie z. B. Adamantan oder die Stammverbindung Neopentan zeigt 1,1,1-Tris(hydroxymethyl)ethan plastisch kristalline Eigenschaften, d. h. eine geringe Orientierungsfernordnung im festen Zustand, die mit einer weichen, wachsartigen Konsistenz einhergeht. Die Ester von TME zeichnen sich durch hohe Stabilität gegenüber Temperatur, Licht und Hydrolyse aus.

## Herstellung
Bei der Reaktion von Propionaldehyd mit Formaldehyd im Verhältnis 1:3 wurde in Gegenwart von Ätzkalk (Calciumoxid) bereits 1893 das als Pentaglycerin bezeichnete 1,1,1-Tris(hydroxymethyl)ethan erhalten und charakterisiert.
1901 wurde erkannt, dass in Gegenwart von Kaliumcarbonat zunächst eine Aldolreaktion erfolgt und das erhaltene Aldol mit Aluminiumamalgam zum Pentaglycerin reduziert werden kann.
Die doppelte Aldoladdition von Formaldehyd in wässriger Lösung (Formalin) an Propionaldehyd führt zunächst in glatter Reaktion zu 2,2-Dihydroxymethylpropionaldehyd und kann bei entsprechender Verfahrensweise auf dieser Stufe gehalten werden.
Die anschließende gekreuzte Cannizzaro-Reaktion mit überschüssigem Formaldehyd in Gegenwart von Natriumhydroxid liefert Trimethylolethan in Ausbeuten von ca. 90 %.
Wegen der hohen Wasserlöslichkeit und des hohen Siedepunkts des 1,1,1-Tris(hydroxymethyl)ethan lässt es sich nicht einfach vom in stöchiometrischen Mengen entstandenen Natriumformiat abtrennen. Nach Entfernung des überschüssigen Formaldehyds und der Hauptmenge des Wassers kann TME mit Isopropanol oder Methylisobutylketon MIBK extrahiert, durch Kristallisation isoliert und durch Sublimation hochgereinigt werden.
Da Aldoladdition und Cannizzaro-Reaktion bei erhöhter Temperatur und im Alkalischen gleichzeitig ablaufen, kann die Gesamtreaktion auch kontinuierlich mit Ausbeuten > 90 % geführt werden.
Eine moderne Prozessvariante vermeidet die Cannizzaro-Reaktion mit dem stöchiometrischen (und in der Regel unerwünschten) Nebenprodukt Natriumformiat und bedient sich dazu fester heterogener Katalysatoren im wässrigen Medium für die erste Stufe der Aldoladdition (Anionenaustauscher mit Aminogruppen) und für die zweite Stufe der Hydrierung des Aldoladditionsprodukts (Nickel-Chrom- oder Kupfer-Chrom-Katalysator). Nach destillativer Entfernung des Formaldehydüberschusses wird bei der katalytischen Hydrierung quantitative Ausbeute an Trimethylolethan erzielt.

## Eigenschaften
Trimethylolethan ist ein Feststoff, der als weißes, hygroskopisches Kristallpulver oder beim Umkristallisieren aus Alkoholen als „weiße, kammartig aufgestellte Nadeln“ bzw. als prismatische Nadeln anfällt. Das Triol löst sich sehr gut in Essigsäure und in Alkoholen, sowie in Wasser, wobei Löslichkeiten von 140 g/l bei 25 °C, 60 g/l bei 20 °C und 40 g/l bei 25 °C angegeben werden. In unpolaren Lösungsmitteln ist TME praktisch unlöslich. Die Verbindung schmeckt wie andere Polyole süß.
Wegen der fehlenden Wasserstoffatome in Nachbarstellung zu den Hydroxygruppen besitzt das Molekül eine geringe Neigung zur thermischen Eliminierung. Die räumliche Abschirmung der Hydroxygruppen gegenüber radikalischem Angriff erhöht deren Stabilität gegenüber Hitze und Licht und die Stabilität z. B. der TME-Ester gegenüber Hydrolyse.

## Anwendungen
Trimethylolethan bildet mit Carbonsäuren unter saurer Katalyse oder durch Umesterung einfacher Carbonsäureester in Gegenwart von Titan-Katalysatoren, wie z. B. Tetrabutylorthotitanat oder Zinn-Katalysatoren, wie z. B. Dibutylzinnoxid die entsprechenden Mono-, Di- und Triester und deren Gemische.
Ester des Trimethylolethans mit längeren verzweigten Carbonsäuren werden als Stabilisatoren und als Weichmacher für Kunststoffe, solche mit Fettsäuren werden als Emulgatoren eingesetzt.
Umsetzungsprodukte mit Ethylenoxid EO oder Propylenoxid PO werden als Polyester- und Polyurethan-Komponenten verwendet.
TME-Ester vereinen hohe Temperaturbeständigkeit mit niedrigerer Temperaturviskosität und eignen sich für anspruchsvolle Anwendungen, wie z. B. synthetische Schmierstoffe für Verbrennungsmotoren und Flugzeugtriebwerke.
Das kompakte TME-Molekül verleiht Alkydharzen und Polyesterharzen für hochwertige Lackanwendungen verbesserte Witterungsbeständigkeit sowie höhere Härte und Kratzfestigkeit.
Bei der Nitrierung von 1,1,1-Tris(hydroxymethyl)ethan mit Oleum-Salpetersäure-Gemischen oder Nitriersäure entsteht das Trinitrat, das als Explosivstoff und als Treibladungskomponente für Feststoffraketen verwendet wird.
Trimethylolethan fungiert als dreizähniger O-Donorligand für kupferkatalysierte Kreuzkupplungsreaktionen von Aryliodiden mit Amiden, Thiolen und Phenolen in guten bis exzellenten Ausbeuten.
Trimethylolethan eignet sich im Gemisch mit Wasser und ggf. anderen polaren Substanzen, wie z. B. Sulfolan oder Harnstoff, als so genanntes Phasenwechselmaterial (engl. phase change materials, PCM) mit Phasenübergangstemperaturen zwischen 0 °C und 25 °C und großer thermischer Speicherdichte. Solche Gemische können als passive Wärmespeicher- oder als Kältespeichermedien im Gebäudesektor genutzt werden.